# БИМ
Благотворительный фонд защиты животных «БИМ» — старейший в России частный приют для бездомных животных.
Создан в 1986 году.
Президент и основатель фонда — Дарья Тараскина, директор — Сергей Сердюк. Главный принцип БИМа — «Жизнь ради жизни».
Первый приют Дарья Тараскина создала ещё во времена СССР, когда стала свидетелем государственной «утилизации» бездомных животных: «я увидела, как на живодернях в огромные цистерны бросают вперемешку мёртвых и недобитых собак. Стала выкупать эти бочки за деньги и выхаживать уцелевших».
На сегодняшний день фонд содержит 5 приютов в Москве и Московской области, в которых обитают более 2500 животных.. Помимо бродячих собак в приютах фонда содержат коров и экзотических животных ( питонов, обезьян и др.)    Все попавшие в приюты фонда животные стерилизуются.
Кроме собак и кошек в приютах также есть и другие, в частности, животные из закрывшихся частных зоопарков, бывшие звезды цирка и кино.. У фонда есть собственный хоспис для содержания неизлечимо больных и старых животных. Приюты БИМа не получают дотаций от государства.
В приютах БИМа проводятся экскурсии для школьников..